# Palau del Baró de Quadras
El Palau del Baró de Quadras és un edifici modernista declarat bé cultural d'interès nacional que es troba a l'Avinguda Diagonal i el carrer del Rosselló de Barcelona, dins l'anomenat Quadrat d'Or. Des del 2016, és la seu de l'Institut Ramon Llull.

## Història
El 1882, el comerciant Bonaventura Babot i Guillermó, natural d'Ordino (Andorra), va demanar permís per a construir un edifici d'habitatges al carrer del Rosselló, aleshores al terme municipal de Gràcia, i el 1884, el va vendre a l'industrial Josep Quadras i Prim (Vic, 1822-Barcelona, 1901). A la seva mort, fou heretat pel seu fill Manuel Quadras i Feliu (†1927), primer baró de Quadras, casat amb Joana Veiret i Xipell. El 1902 va encarregar-ne la reforma a l'arquitecte Josep Puig i Cadafalch, que poc abans ja havia projectat la seva residència a Massanes. Les obres es van efectuar entre 1903 i 1906 i hi intervingueren els escultors Eusebi Arnau i Alfons Juyol i Bach, Manuel Ballarín (forja), Lluís Bru i Salelles (mosaic romà) i Mario Maragliano (ceràmiques).
El 1980, el palau va ser reformat per tal d'instal·lar-hi el Museu de la Música, que hi romandria fins al 2001, any en què es traslladà a la Zona Franca per arribar l'any 2007 a L'Auditori. Entre el 16 de juny del 2003 fins al juliol del 2013, acollí la seu social de la Casa Àsia.
La darrera restauració es va realitzar durant el darrer semestre del 2015. L'equip format per l'arquitecte Àngel Gil i els restauradors Anna González i Josep Pasqual van intervenir sobre elements de pedra, mosaics, rajoles, esgrafiats i enteixinat, així com sobre les reixes de ferro forjat, la porta de fusta del carrer del Rosselló i els llums de bronze.

## Descripció
El palau segueix l'esquema típic dels edificis de l'Eixample: la planta principal era per a ús dels propietaris i la resta de pisos per a lloguer. El seu interès rau principalment en el variat repertori decoratiu, en què s'alternen motius gòtics, clàssics i arabitzants.
La façana principal a la Diagonal, molt formal i representativa, és un exemple de la característica de Puig i Cadafalch de reinterpretar façanes gòtiques del nord d'Europa (tribuna correguda molt depurada, coronament de façana amb mansardes sobre un potent ràfec, etc.). L'entrada per a carruatges que dona a l'escala monumental d'accés al principal és l'eix vertebrador de la residència, una herència dels palaus gòtics barcelonins. La importància de l'entrada dels senyors queda palesa en la rica decoració de l'escala i els vitralls de la claraboia i en el paviment de mosaic romà amb font de pedra inclosa. La seva situació central genera un anell de circulacions al seu voltant que resol la distribució del pis principal. Les impressionants reixes de forja de la planta baixa, tant la que dona a la Diagonal com la del carrer del Rosselló, són obra del mestre Manuel Ballarín. Les sales d'aquesta banda estaven destinades a rebre visitants. Amb un disseny molt heterogeni, però molt representatiu de la manera de fer de Puig i Cadafalch, es repeteix l'ús d'elements escultòrics goticistes amb profusió de l'ús de ceràmica de colors amb una certa influència de l'arquitectura islàmica.
La façana posterior al carrer del Rosselló és més convencional, amb una decoració floral al llarg de la tribuna correguda lateralment (tres balcons) i vertical (quatre plantes), que recorda l'estil Sezzesion vienès. Les estances d'aquesta banda eren destinades a la vida familiar i domèstica, i s'hi troba més detall en la decoració dels motius florals dels estucs, que omplen les parets de fulles. Uns grans pilars suporten els enormes capitells jònics, plens de motius vegetals i florals, a l'estil de les Arts & Crafts angleses, davant de la gran xemeneia, símbol d'allò domèstic. Cal destacar-hi els magnífics treballs de fusteria, amb els rics i complexos teginats que cobreixen els sostres i els paviments de diverses fustes amb dibuixos geomètrics.

## Galeria d'imatges

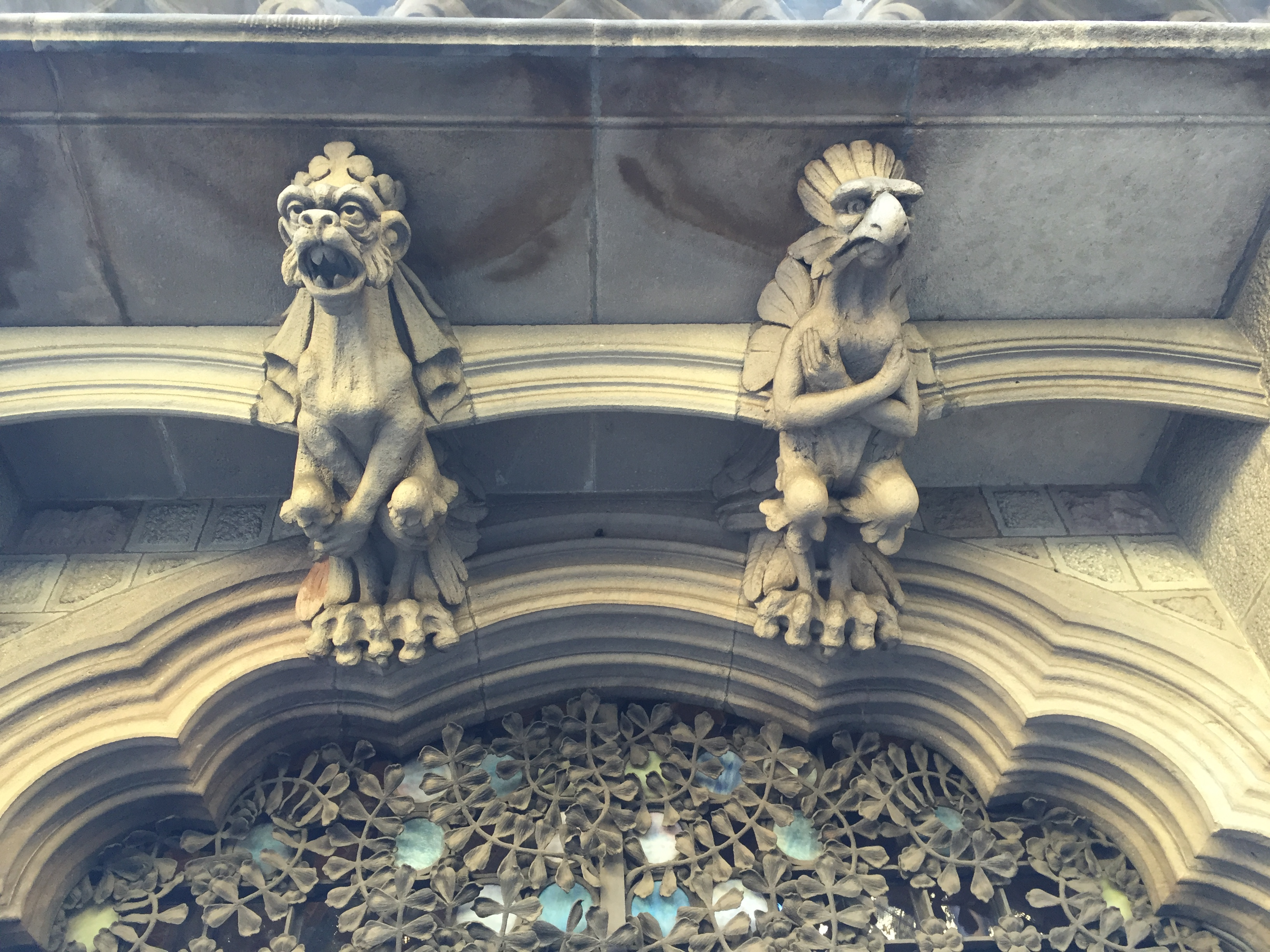
Detall entrada de la Diagonal
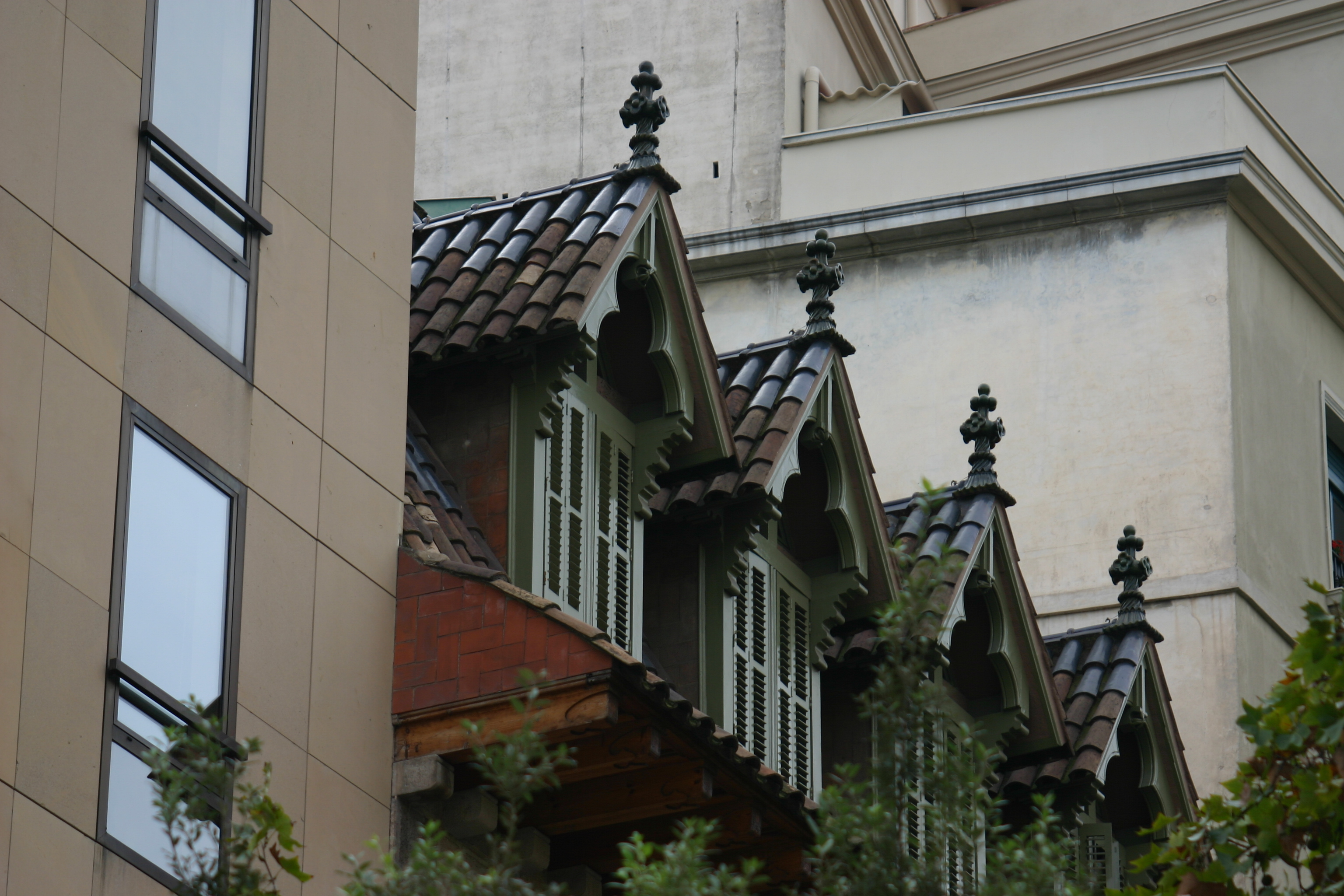
Mansardes d'estil nord-europeu
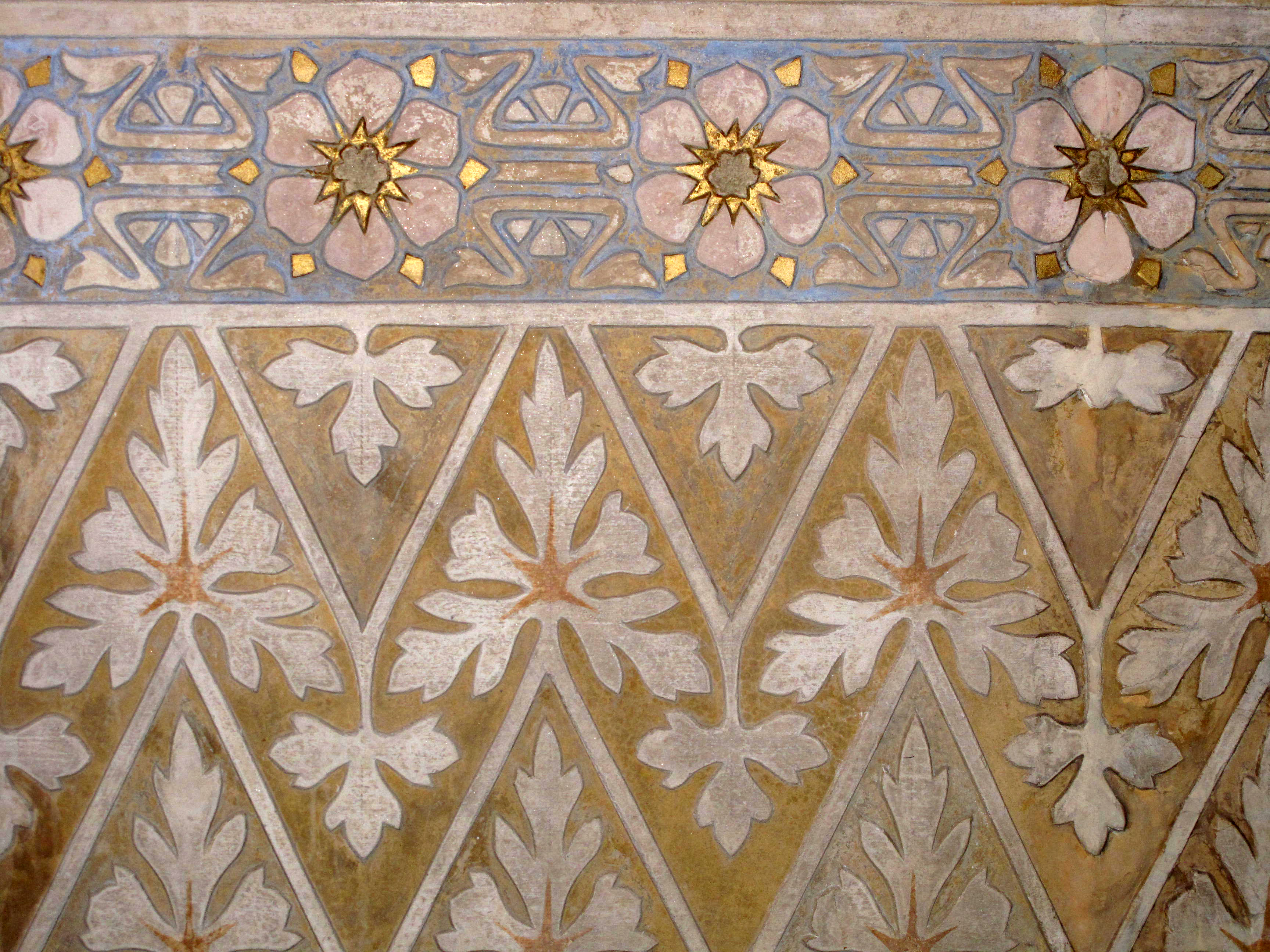
Detall floral sobre paret, planta noble
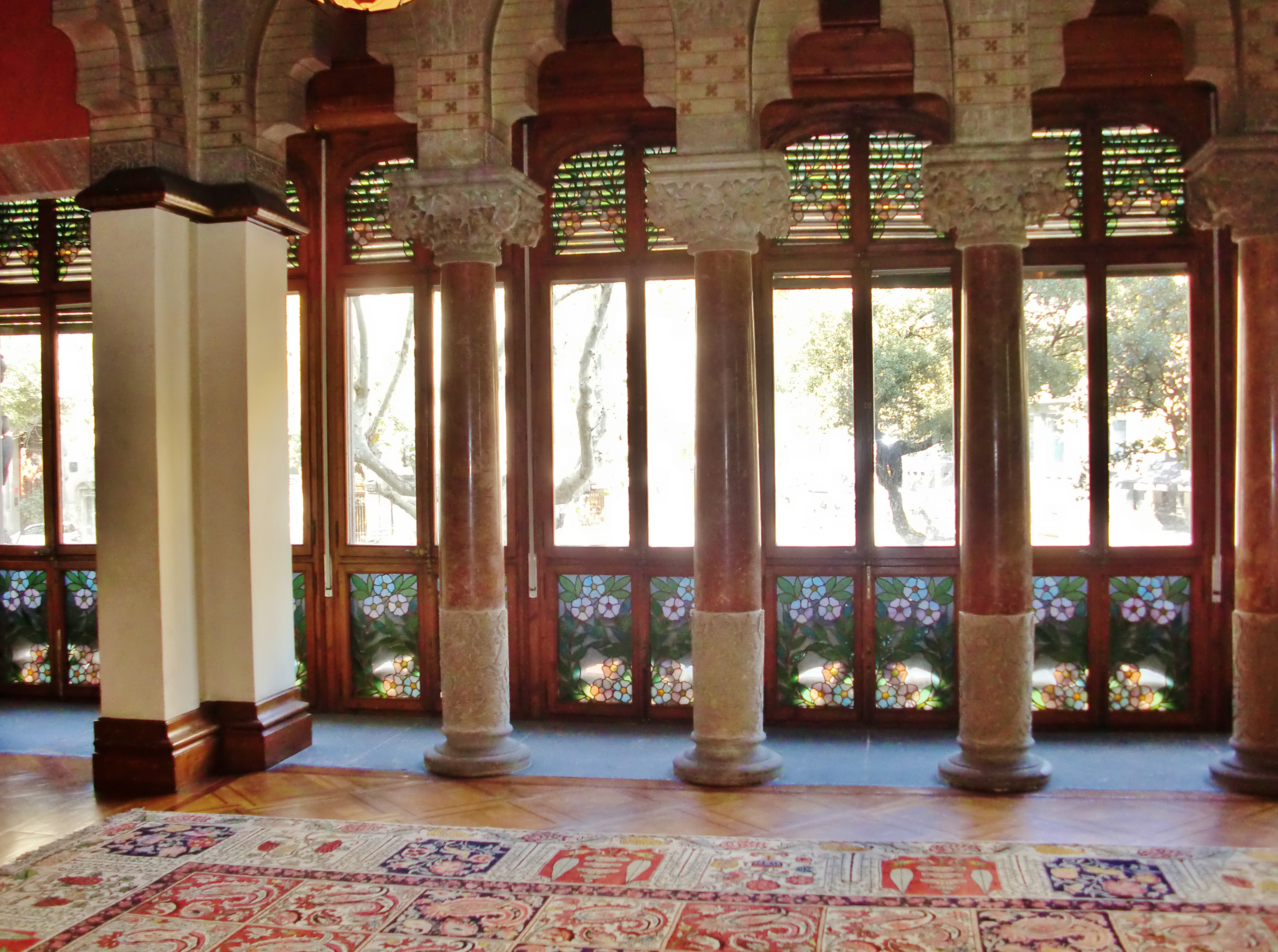
Columnes sala modernista, banda de la Diagonal
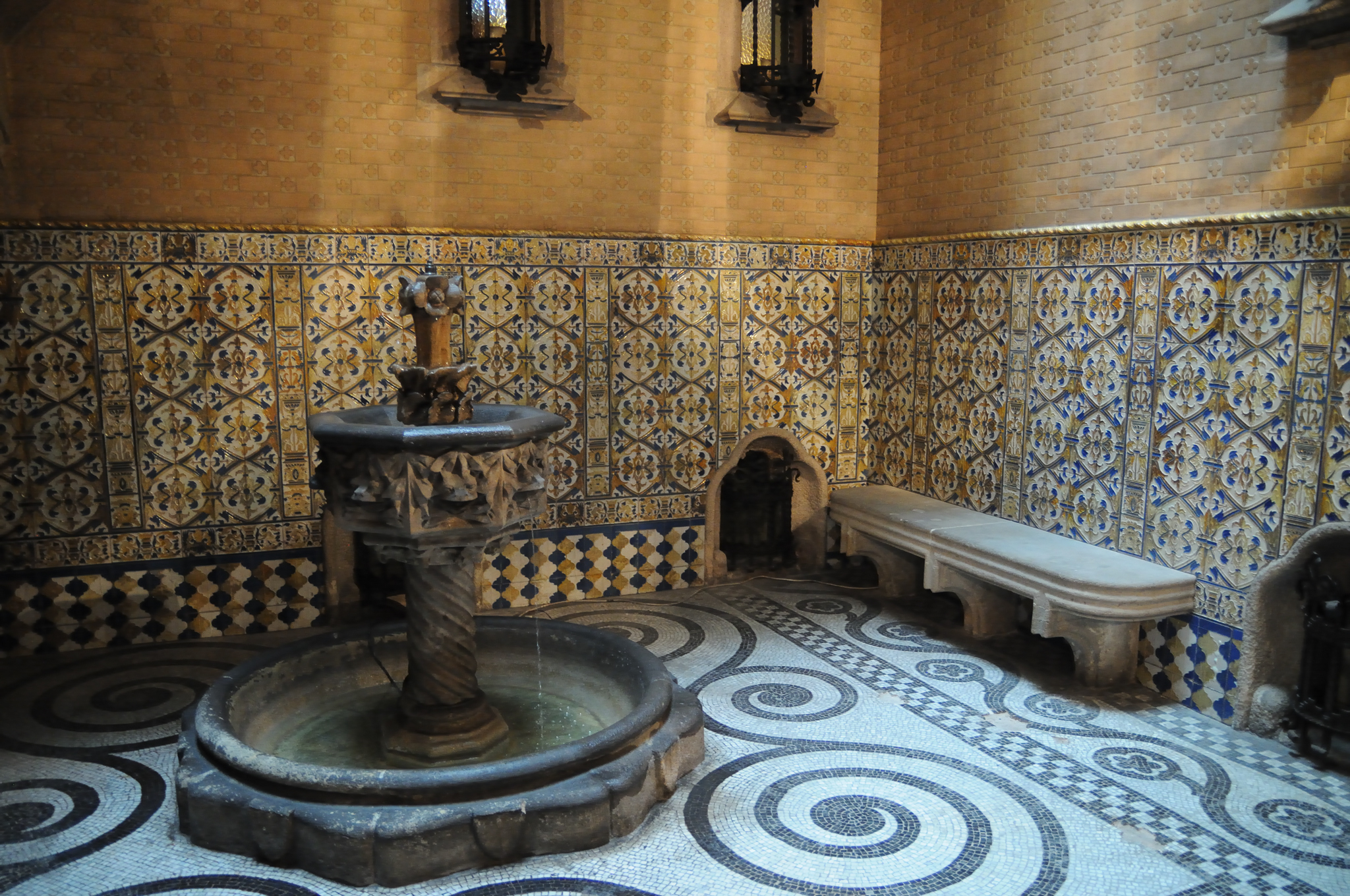
Pati interior amb font de pedra
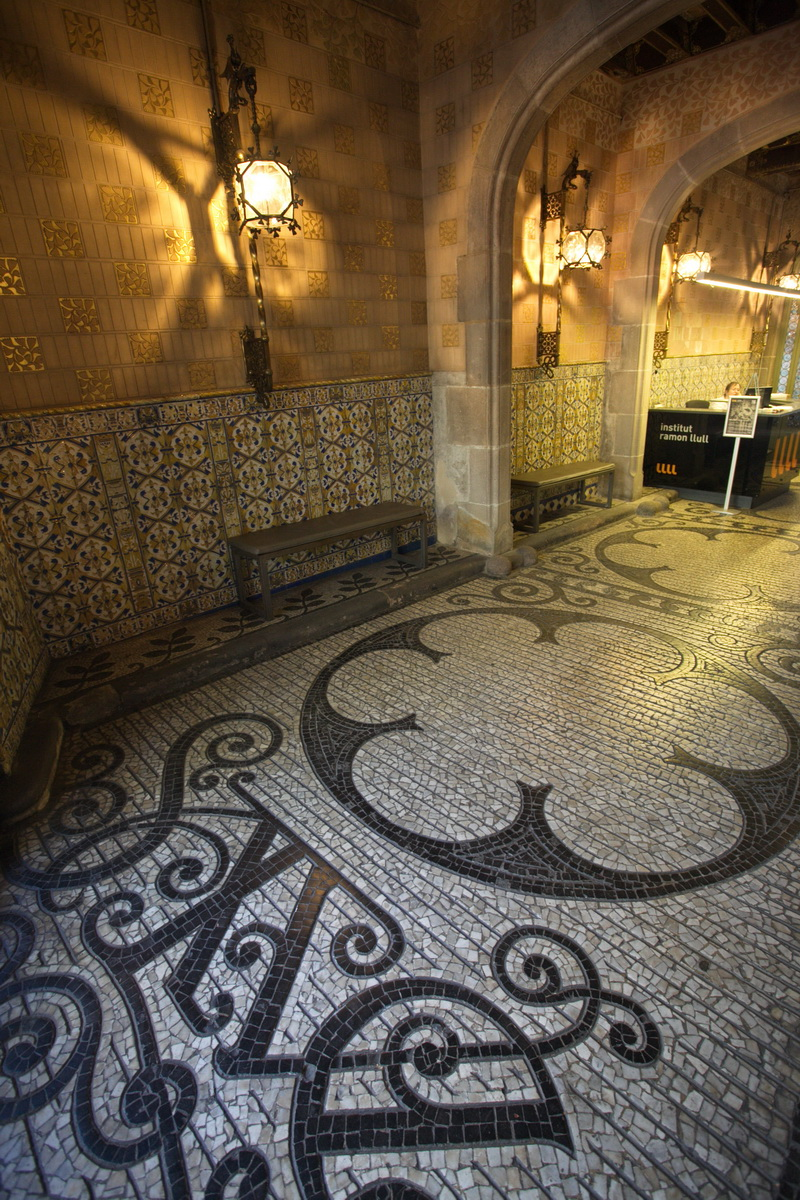
Mosaic del vestíbul
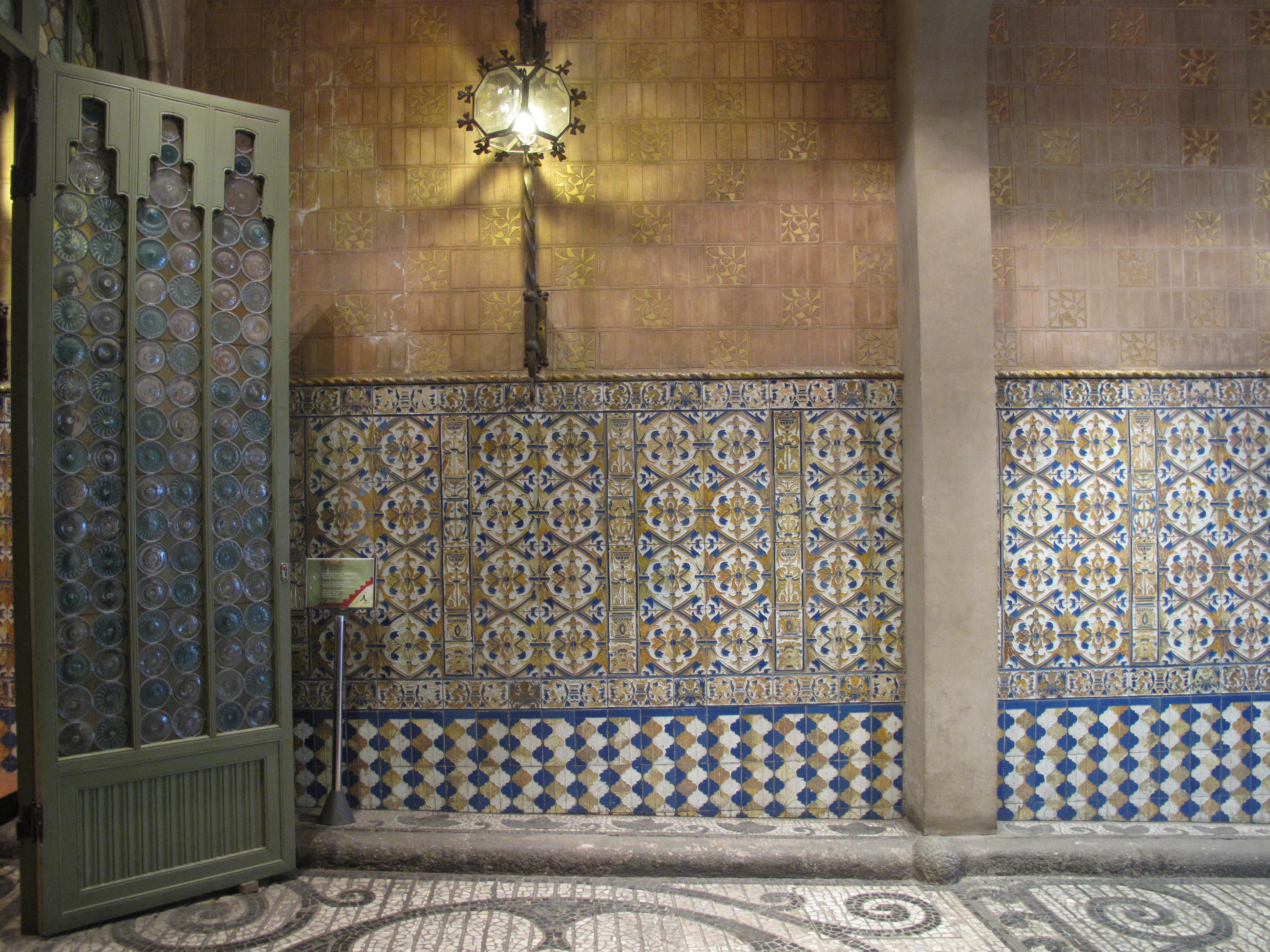
Detalls decoratius del vestíbul
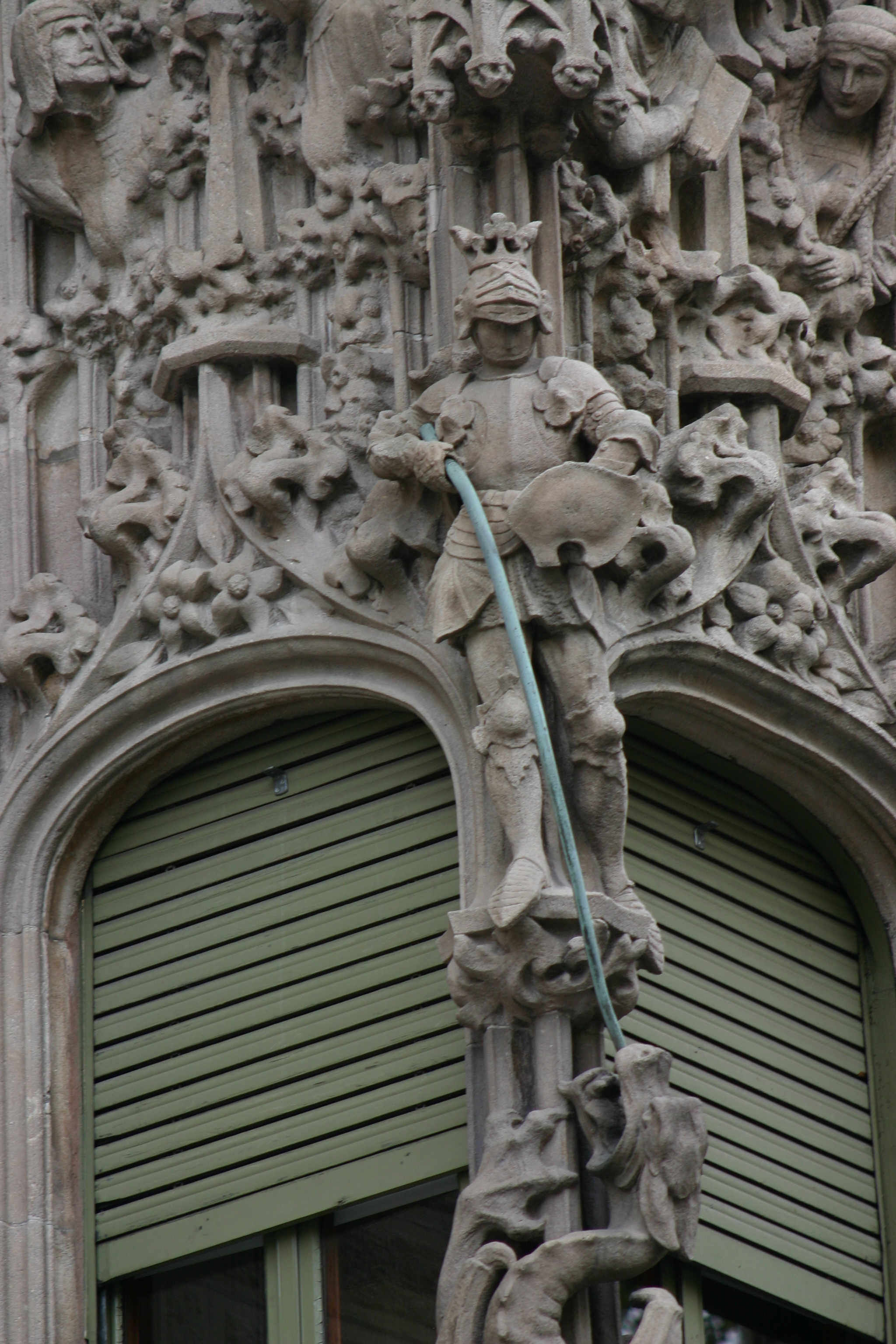
Simbologia catalanista pròpia del Modernisme
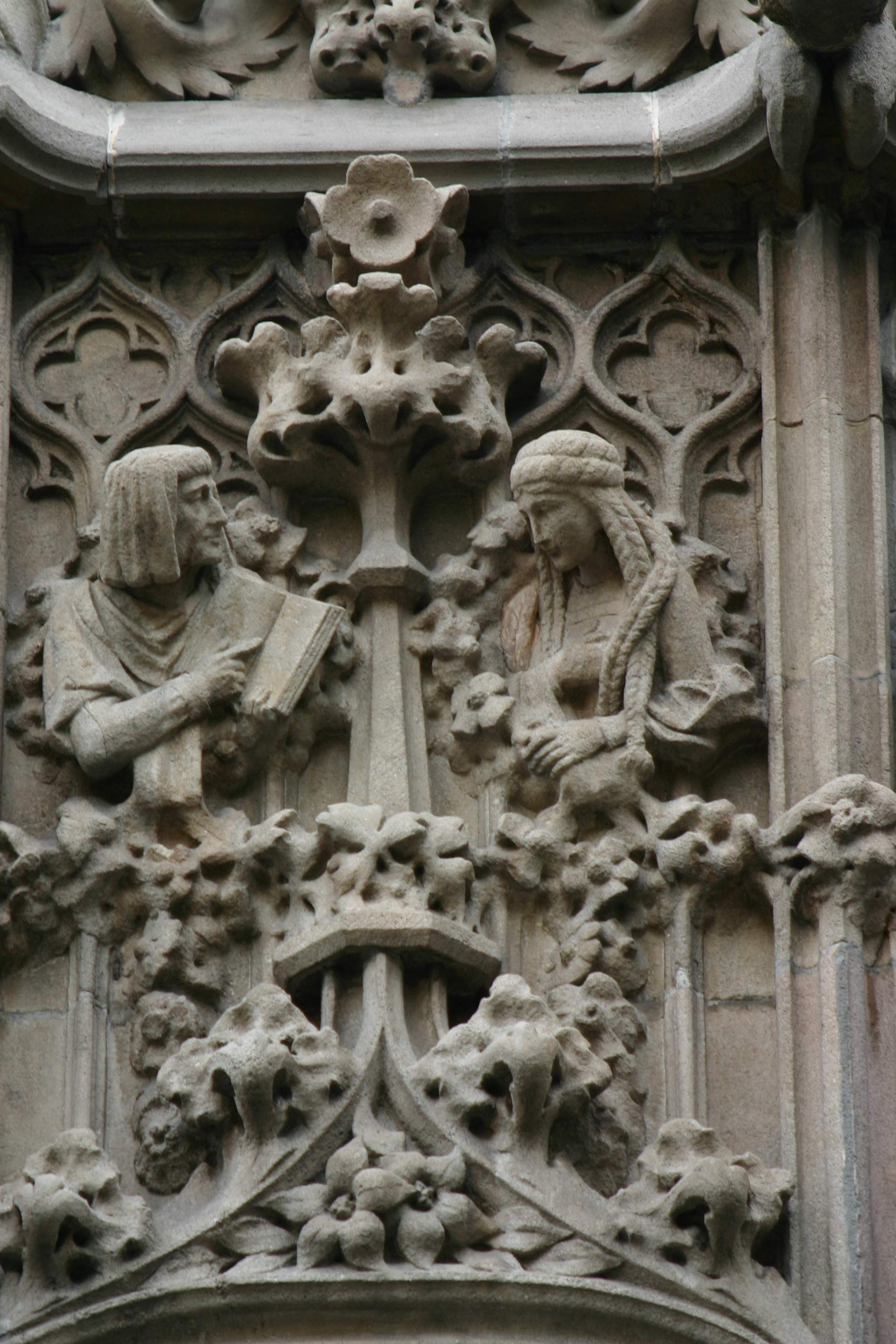
Detall escultòric
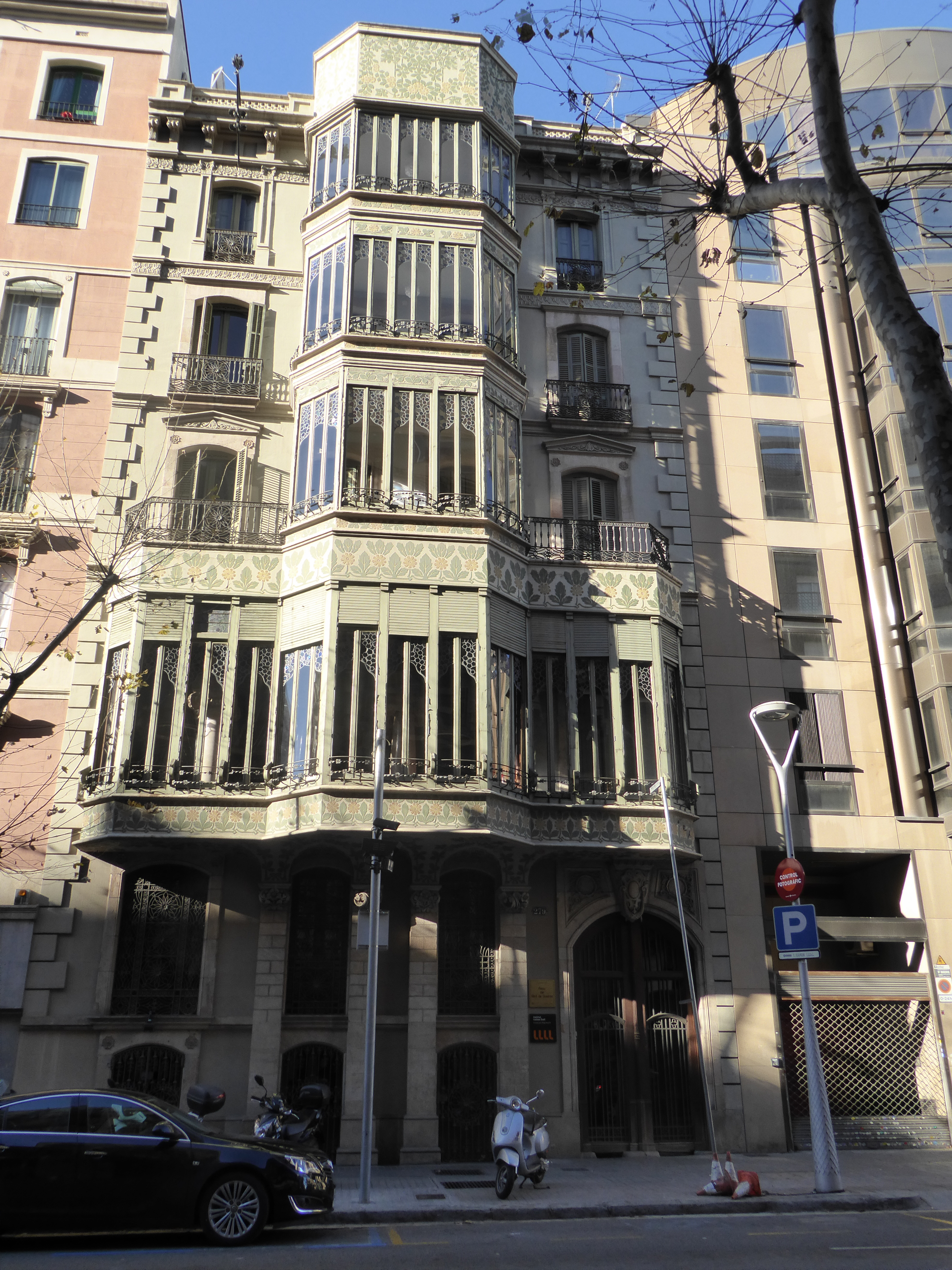
Façana del carrer del Rosselló
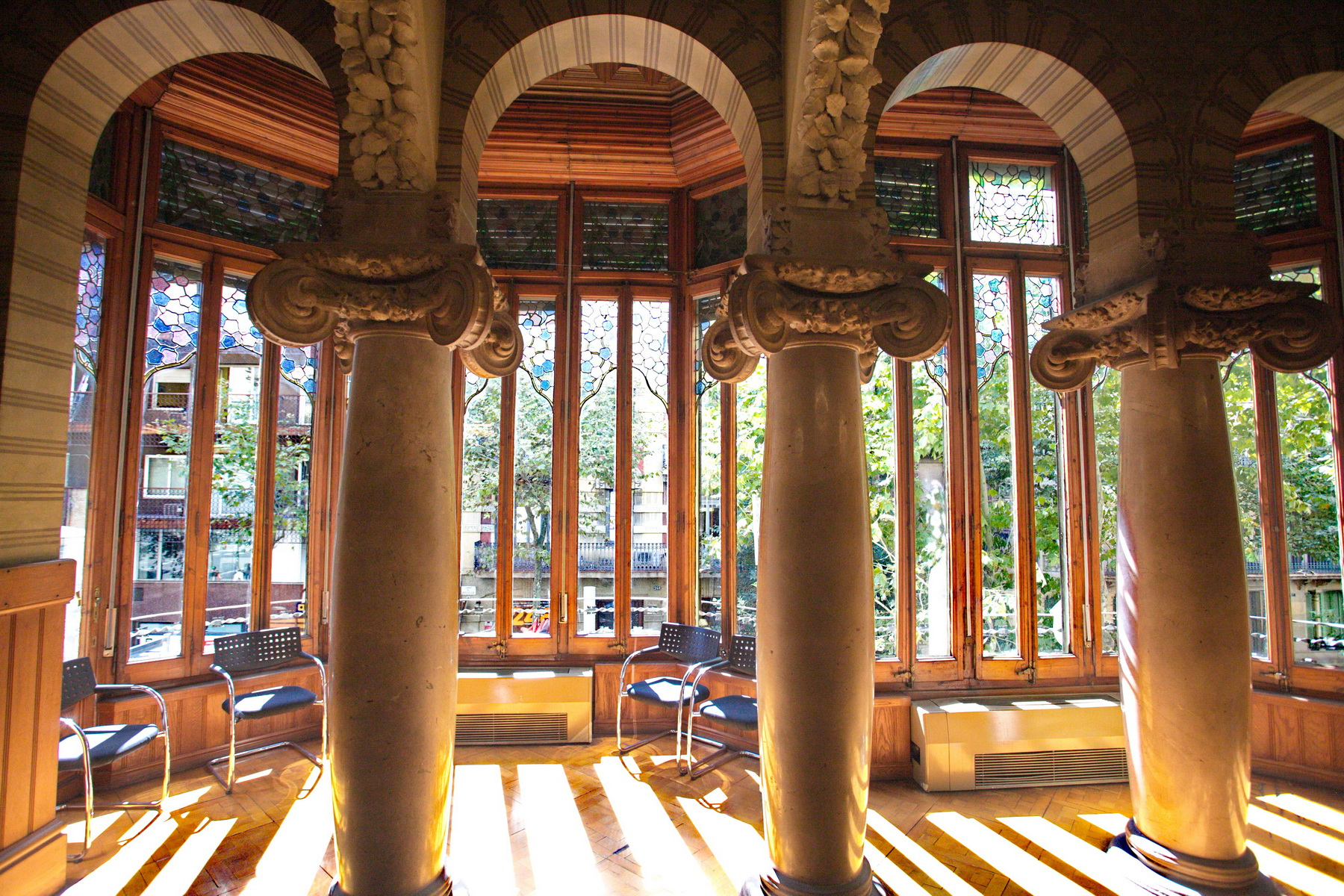
Interior sala modernista, banda del carrer del Rosselló
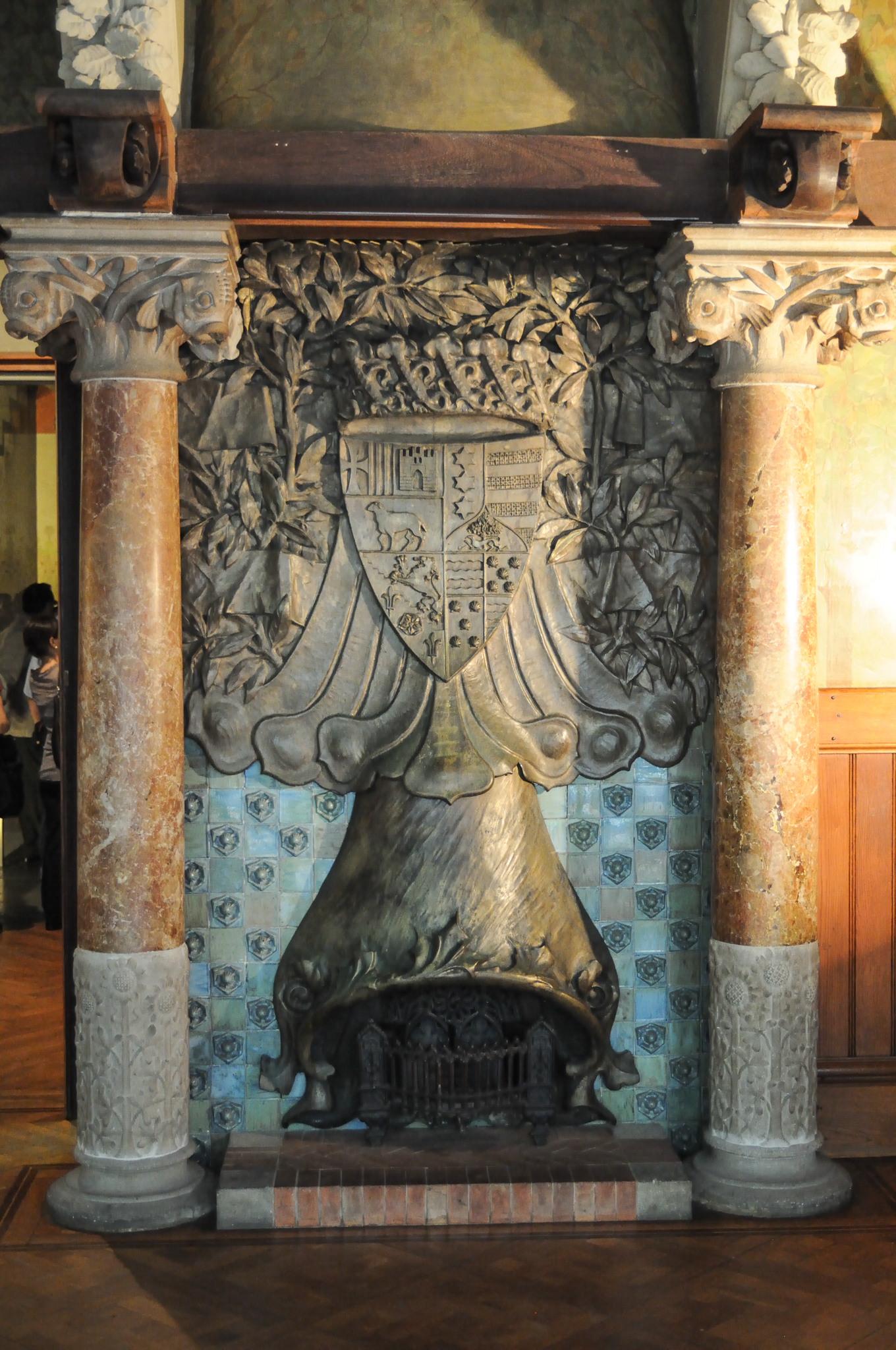
Xemeneia de la sala Rosselló